# Life in Mono
Albums de Emma Bunton
Free Me
(2004)
Life in Mono est le troisième album d'Emma Bunton sorti en 2006.

## Liste des chansons
1. All I Need To Know  (Bunton, Hartman) - 4:18
2. Life in Mono (originellement interprétée par Mono)  (Barry, Virgo) - 3:48
3. Mischievous  (Bunton, Dennis, Kurstin) - 3:41
4. Perfect Strangers  (Bunton, Clark, Sheyne) - 3:31
5. He Loves Me Not  (Bunton, Bondy) - 3:28
6. I Wasn't Looking (When I Found Love)  (Bunton, Gabriel, Robinson) - 3:31
7. Take Me To Another Town  (Clark, Hawkes, Pressly) - 4:07
8. Undressing You  (Kellet, Elsworth)  - 3:21
9. I'm Not Crying Over Yesterdays  (Bunton, MacKichan, Gray)  - 3:23
10. All That You'll Be  (Bunton, Gordeno, Porter)  - 4:00
11. Downtown (originellement interprétée par Petula Clark)  (Hatch)  - 3:24